# Alkaloidy

Bufotenin, halucinogenní alkaloid izolovaný z výměšků ropuch (latinsky Bufo)

Alkaloidy představují skupinu zásaditých organických sloučenin, které se tvoří při přeměně aminokyselin. V současné době je jich známo přes 10000. Převážná většina alkaloidů náleží k rostlinným alkaloidům. V menší šíři se však vyskytují i alkaloidy živočichů (hlavně obojživelníků) a hub. V tělech organismů mají různé funkce, které ne vždy jsou známé. U rostlin mívají obrannou funkci a dále např. různé rostliny se v podobě alkaloidů zbavují dusíkatých zplodin. V tělech živočichů jsou některé alkaloidy hormony.

## Základní vlastnosti
- Zpravidla obranná funkce (často hořká chuť a silná toxicita),
- vždy obsahují vázaný dusík, především v heterocyklické formě (na jeho umístění je založena nejpoužívanější klasifikace alkaloidů),
- jsou zásadité, v rostlinách se zpravidla vyskytují ve formě solí karboxylových kyselin,
- jsou většinou tuhé, krystalické a opticky aktivní,
- jsou obvykle špatně rozpustné ve vodě a dobře ve slabě polárních a nepolárních rozpouštědlech,
- mají značné biologické účinky na živočichy (jedy, psychoaktivní látky, léky),
- triviální názvy jsou mnohdy asociovány k vědeckému jménu organismu, v němž byly objeveny; někdy i k jejich účinkům.

## Rostlinné alkaloidy
V rostlinné říši jsou tedy alkaloidy značně rozšířeny a často mají silné fyziologické účinky. Patří mezi ně vůbec nejsilnější rostlinné jedy (např. kurarové alkaloidy, které jsou účinnou složkou šípových jedů, námelové alkaloidy, opiové alkaloidy, atropin, nikotin aj.) a mnohé z nich jsou v dnešním lékařství nepostradatelné. Vyskytují se především v rostlinách z čeledi makovité (mák, vlaštovičník), lilkovité (rulík zlomocný, blín, durman), ocúnovité (ocún), kýchavicovité (kýchavice), pryskyřníkovité (oměj), bobovité (janovec metlatý, kručinka, lupina, štědřenec, žanovec) aj.

## Alkaloidy jako živočišné hormony
Mezi alkaloidy významné v tělech živočichů patří například spánkový hormon melatonin a neurotransmitery dopamin a serotonin.

## Alkaloidy jako návykové látky
Ke skupině alkaloidů lze řadit množství návykových látek. Z hlediska objemu je na prvním místě morfin získávaný ze šťávy nezralých makovic. V medicíně se používá k tlumení bolesti. Methylací lze získat kodein, který má vhodnější léčebné účinky. Pokud dojde k acetylaci obou hydroxylových skupin morfinu, vzniká jedna z nejnebezpečnějších drog – heroin.
- V plodech blínu, durmanu a rulíku se vyskytuje atropin, který se v lékařství používá k tlumení křečí hladkého svalstva a v očním lékařství k rozšiřování zornic.
- Dalším známým alkaloidem je chinin, který je lékem proti malárii. Mezi další účinky patří snižování teplot.
- Mezi námelové alkaloidy patří ergometrin používaný v gynekologii a ergotamin, který se užívá k léčbě poruch útrobního nervstva a bolestí, které jsou podmíněny cévně (migrény).
- Kofein izolovaný ze zrnek kávy či lístků čaje povzbuzuje nervovou soustavu a srdeční činnost.
- Mezi extrémně jedovaté alkaloidy patří kurare, tzv. šípový jed, izolovaný z některých druhů jihoamerických rostlin.